# Taiko
Taiko (太鼓) engloba uma variedade de instrumentos japoneses de percussão. No Japão, o termo refere-se a qualquer tipo de tambor, mas fora do Japão, o termo é geralmente usado para se referir a qualquer um dos vários tambores japoneses chamados de wadaiko (和太鼓) e a forma de apresentação o taiko chamada de kumi-daiko (組太鼓, lit. "coleção de tambores"). O processo de construir taiko varia entre os produtores, mas a maioria inclui a confecção e definição da força do corpo do tambor, escolhendo uma superfície para a pele do tambor e cuidadosamente esticando a superfície acima do tambor para criar uma tensão apropriada.
O taikô tem uma origem mitológica no folclore japonês e parece ser um estilo de tambor de origem japonesa. Escritos históricos documentaram que jovens homens japoneses foram enviados para a Coreia para estudar o kakko, semelhante ao taiko em alguns aspectos. O taiko teria sido introduzido no Japão através da influência cultural coreana e chinesa entre 300-900 d.C. Alguns tambores de taiko são semelhantes aos encontrados da Índia, Tailândia, Vietnã e outras culturas, o que sugere que existiram influências do sudeste asiático. Evidências arqueológicas sugerem que o taiko existia no Japão já no período Kofun. Sua função variou durante a história, tendo funções de comunicação, ação militar, acompanhamento teatral, cerimônia religiosa e apresentações em festivais. Na época contemporânea, os tambores de taiko foram a base de certos movimentos sociais de minorias tanto dentro quanto fora do Japão.
A tradição do kumi-daiko no Japão, caracteriza por uma apresentação conjunta com diferentes tambores, pode ser datada de 1951 através da obra de Daihachi Oguchi e continuou com grupos reconhecidos mundialmente como o Kodo. Outros estilos de apresentação também emergiram de comunidades específicas no Japão. Grupos ativos de apresentação de kumi-daiko são ativos não apenas no Japão, mas também nos Estados Unidos, Austrália, Canadá e Brasil.
As apresentações de taikô consistem de muitos componentes, como ritmo técnico, forma, aderência da baqueta, roupas e instrumentação. Geralmente, os grupos usam diferentes tipos de nagadō-daiko (長胴太鼓) em forma de barril bem como shime-daiko (締め太鼓) menores. Além dos tambores, muitos grupos usam as vozes e instrumentos de corda ou de sopro como acompanhamento.

## História

### Mitologia

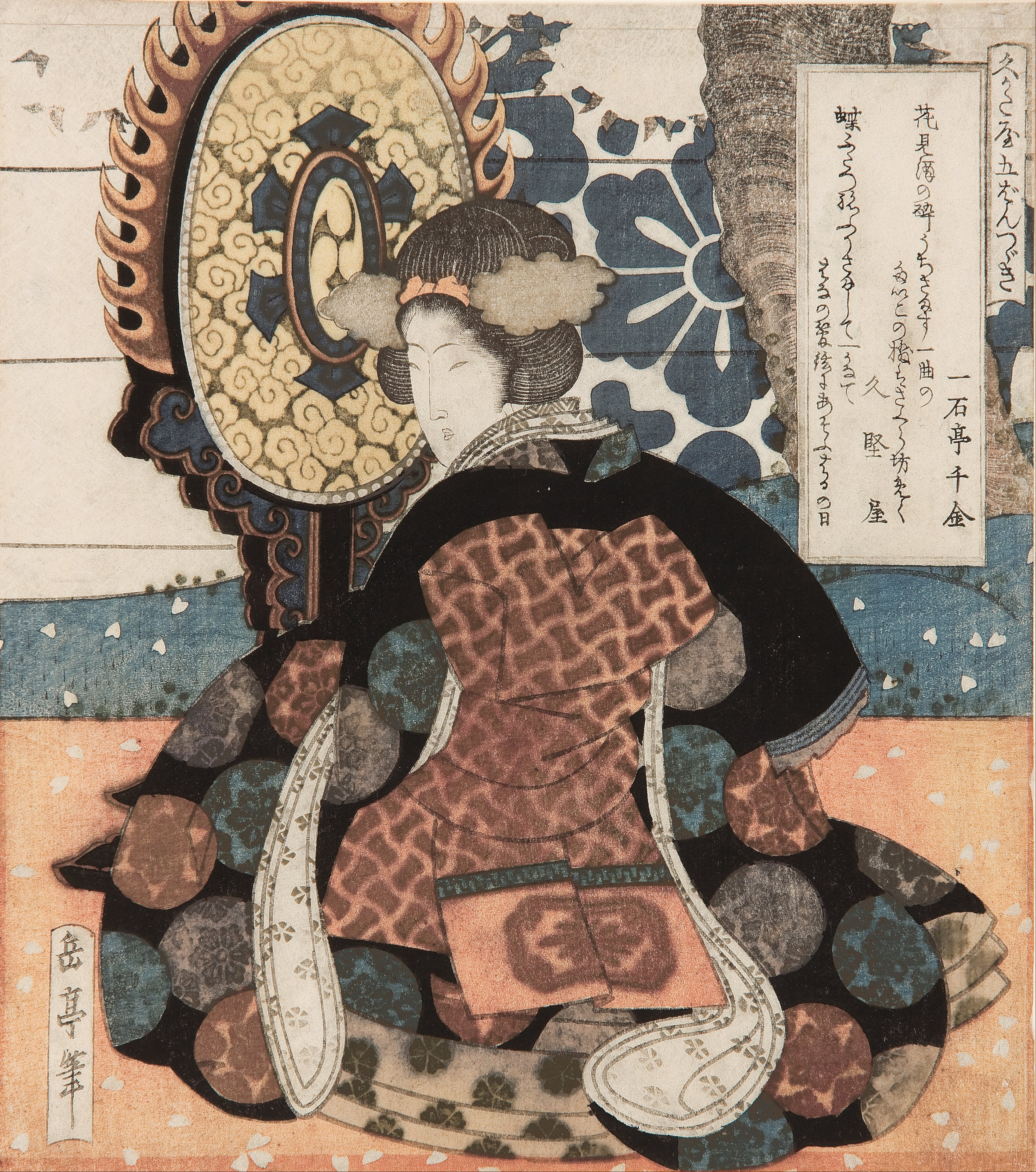
Uma xilogravura por Yashima Gakutei ilustrando uma mulher tocando um grande tambor suspenso chamado de tsuri-daiko.

Uma história mitológica sobre a origem do taiko aparece no Nihon Shoki. De acordo com o mito, o taiko se originou da deusa xintoísta Ame no Uzume, a deusa do raio de sol, Amaterasu, e seu irmão Susanoo, o deus dos mares e das tempestades.
Em uma interpretação, Susanoo repentinamente tornou-se nervoso e trouxe sua raiva do mar para a terra. Sua irmã, Amaterasu, estava tão brava com a situação que fugiu para uma caverna e a selou com uma pedra, recusando-se a sair. Os outros deuses se reuniram e sabiam que sem o raio de sol a vida na Terra se deterioraria e morreria. Assim, eles tentaram muitas formas de trazer Amaterasu para fora implorando, ameaçando e até mesmo tentando mover fisicamente a pedra, mas eles não tiveram sucesso.
Finalmente, a antiga deusa Ame no Uzume, que tinha a aparência de uma velha senhora, deu um passo à frente e afirmou que poderia trazer Amaterasu para fora da caverna. Apesar de ser ridicularizada pelos outros deuses por sua aparência envelhecida, ela prosseguiu com seu plano. Ame no Uzume esvaziou um barril de saquê e pulou em cima do barril, pisando nele furiosamente para criar ritmos percussivos. Os deuses ficaram tão comovidos por essa música que eles só conseguiam dançar e cantar. A celebração se tornou tão barulhenta que Amaterasu espreitou para fora da caverna e, ao ver a cena alegre, trouxe a luz de volta para o mundo e baniu Susanoo. Desse modo, a música do taiko teria surgido da performance de Ame no Uzume.

### Origem
A origem exata do taiko é incerta, embora haja muitas sugestões.
Registro históricos de 558 d.C. afirmam que jovens homens japoneses viajavam para a Coreia para estudar  o kakko, um tambor que se originou do sul da China. Este estudo dos instrumentos chineses podem ter influenciado o surgimento do taikô. Devido à forte semelhança dos tambores de taiko em relação às suas contrapartes chinesas e coreanas, acredita-se que os tambores vieram da China ou Coreia por volta de 300-900 d.C. Em especial, certos estilos de música da corte, especificamente o gigaku e o gagaku, foram exportados para o Japão dos dois países. Em ambas tradições, os dançarinos seriam acompanhados por alguns instrumentos que incluíam tambores semelhantes. Algumas pessoas até especularam que o precursor do taiko pode ter existido na Índia por volta de 400-600 d.C.
Evidências arqueológicas mostram que o taiko era usado no Japão durante o período Kofun, possivelmente para propósitos de comunicação ou de rituais. Esta evidência foi substanciada pela descoberta de estátuas hania no distrito de Sawa, na província de Gunma, que mostra duas figuras, cada uma segurando um tambor de duas peles com uma baqueta. As estátuas mostram um tocador batendo em uma das peles do tambor com a banqueta, e o outro usando sua mão para bater na outra pele. Essas estátuas são consideradas a evidência mais antiga da performance no Japão.

### Uso na guerra

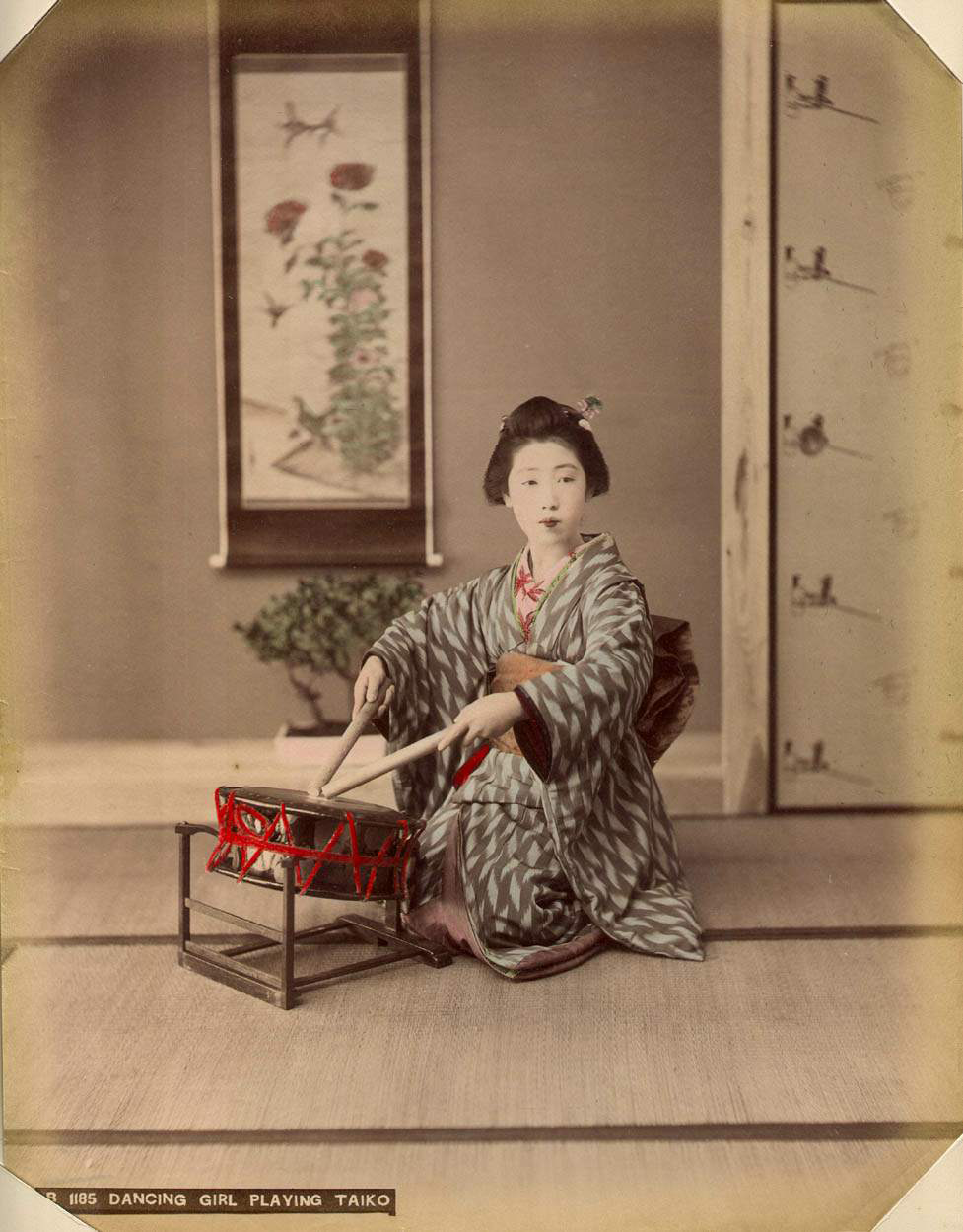
Pintura colorida à mão de uma mulher tocando um shime-daiko, por volta de 1885

No Japão feudal, os taikos eram frequentemente usados para motivar as tropas, para definir um ritmo de marcha e para enviar ordens ou anúncios. Na batalha, o taiko yaku (tocador de tambor)  era responsável por definir o ritmo da marcha, geralmente com seis passos por batida do tambor. Durante o período Sengoku, batidas de tambores específicos costumavam comunicar ordens de retratação e avanço. Outros ritmos e técnicas foram detalhadas em textos do período. De acordo com o Gunji Yoshu, nove conjuntos de cinco batidas convocariam um aliado para a batalha, enquanto nove conjuntos de três batidas acelerariam até três ou quatro vezes a ordem de avançar e perseguir um inimigo.

### Em situações tradicionais
Os tambores de taiko foram incorporados no teatro japonês por necessidades rítmicas, atmosfera tradicional e decoração em certas configurações. No kabuki, O Conto de Shiroishi e as Crônicas de Taihei, as cenas nos quartos do prazer são acompanhadas pelo taiko para criar uma tensão dramática. As apresentações do teatro Noh também apresentam tambores de taiko onde a performance consiste de tipos altamente específicos de padrões rítmicos. Uma escola de tambores para o teatro Noh ensina 65 padrões básico além de 25 padrões especiais e são categorizados em várias classes. As diferenças entre os padrões incluem mudanças no andamento, acentuação, dinâmica, [[altura (música)|altura] e função na apresentação teatral. Os padrões também são geralmente conectados com progressões.
O taikô continua a ser usado na tradição clássica chamada gagaku, geralmente apresentada na Corte Imperial de Quioto. No gagaku, um componente da arte é a dança tradicional, que é guiada em parte pelo conjunto rítmico do taikô. O taikô também teve um papel importante em muitos festivais locais pelo Japão. Antes de grupos de kumi-daiko surgirem após a Segunda Guerra Mundial, os taikôs eram geralmente usados para acompanhar músicas de rituais religiosos como o kagura, uma forma de dança xintoísta, bem como o Bon Odori.

### Kumi-daiko

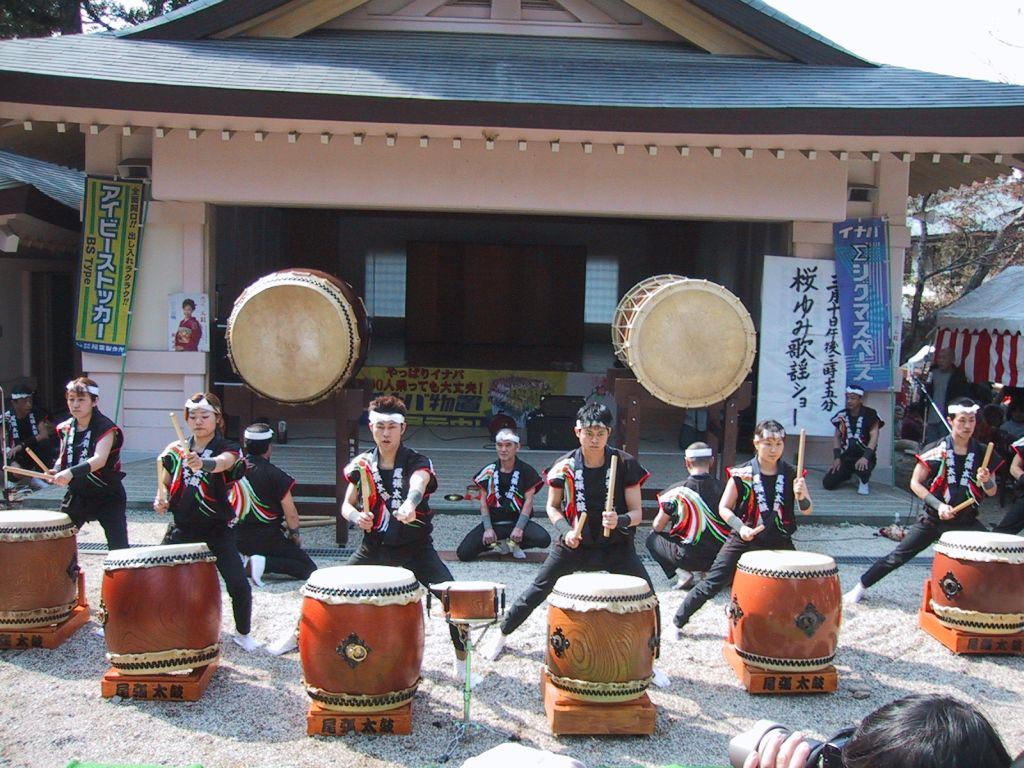
Um grupo de kumi-daiko apresentando em Aichi, Japão, vestindo hachimaki.

Além do próprio instrumento, o termo taiko também se refere à própria performance, um estilo que é chamado de kumi-daiko (組太鼓), ou estilo de apresentação conjunta (em oposição às performances em festivais ou o uso dos tambores em rituais ou no teatro).  O kumi-daiko foi desenvolvido por Daihachi Oguchi em 1951. Ele é considerado um artista mestre e ajudou a transformar as apresentações de taiko nos festivais e templos xintoístas. Oguchi foi treinado por um músico de jazz em Nagano e, em um momento, ele ganhou uma peça antiga de uma música escrita de taiko de um parente. Incapaz de ler a música porque ela estava escrita em uma notação tradicional e esotérica, Oguchi procurou ajuda a fim de transcrever a peça e, por si só adicionou ritmos e transformou a obra para acomodar múltiplos tocadores de taiko com instrumentos de tamanhos diferentes. Cada instrmento servia a um propósito específico, estabelecendo as convenções atuais na performance do kumi-daiko.
O grupo de Oguchi, Osuwa Daiko, incorporou esses e outros tambores em suas apresentações. Eles também desenvolveram novas peças que pretendiam ser apresentações não-religiosas. Alguns outros grupos no Japão começaram a se formar nas décadas de 1950 e 1960. O Oedo Sukeroku Daiko foi formado em Tóquio em 1959, e foi considerado como o prmeiro grupo de taiko que se apresentou profissionalmente. Mundialmente, a apresentação do kumi-daiko tornou-se mais visível durante os Jogos Olímpicos de Verão de 1964, sediado em Tóquio, quando ele foi apresentado durante o Festival de Artes do evento.
O kumi-daiko também foi desenvolvido através da liderança de Den Tagayasu, que reuniu jovens homens que desejavam se dedicar completamente ao taiko e levou-os para a Ilha Sado para um rigoroso treinamento. Tagayasu chamou seu grupo de "Za Ondekoza", ou Ondekoza, e implementou um rigoroso conjunto de exercícios de treinamento incluindo corrida de longa distância.  Em 1975, o Ondekoza foi o primeiro grupo de taiko a se apresentar nos Estados Unidos. Sua primeira apresentação ocorreu logoapós o grupo terminar de correr a Maratona de Boston enquanto vestiam seus uniformes tradicionais. Em 1981, alguns membros do Ondekoza saíram do Den e formaram um outro grupo chamado Kodo sob a liderança de Eitetsu Hayashi. O Kodo continuou a ilha de Sado para rigorosos treinamentos e continuou a popularizar o taiko através de apresentações frequentes e colaborações com outros artistas musicais.
Estimativas sobre o número de grupos de taiko no Japão variam; alguns estimam que há 5 mil grupos de taiko ativos no Japão,mas estimativas mais conservadoras defendem um úmero próximo de 800, baseado no número de associados na Nippon Taiko Foundation, a maior organização nacional de grupos de taiko. Algumas peças clássicas que surgiram com os primeiros grupos de kumi-daiko e que continuam a ser apresentadas incluem Isami-goma (勇み駒, "cavalo galopante") de Osuwa Daiko, Yatai-bayashi (屋台囃子, lit. "orquestra do carrinho de festival") do Ondekoza, e Zoku (族, "tribo") do Kodo.

## Categorização
| Byō-uchi-daiko                     | Shime-daiko                                                                            | Okedō-daiko  | Gagakki        |
| ---------------------------------- | -------------------------------------------------------------------------------------- | ------------ | -------------- |
| nagadō-daiko - ō-daiko - chū-daiko | tsukeshime-daiko - namitsuke - nichō-gakke - sanchō-gakke - yonchō-gakke - gochō-gakke | ojime        | da-daiko       |
| hayashi-daiko                      | nagauta shime-daiko                                                                    | nebuta       | tsuri-daiko    |
| hira-daiko                         | uta-daiko                                                                              | daibyoshi    | furi-tsuzumi   |
| sumō-daiko                         |                                                                                        | tsuchibyoshi | san-no-tsuzumi |
| miya-daiko                         |                                                                                        | nenbutsu     | kakko          |

Os tambores japoneses de taiko foram desenvolvidos em uma ampla variedade de instrumentos de percussão que são usados nas tradições musicais do folk music japonês e da música clássica.
Os taikos têm peles de ambos os lados do corpo do tambor, com uma cavidade selada ressonante. Os taikos também são caracterizados por um grande volume de tensão nas peles dos tambores, com uma altura elevada em relação ao tamanho do instrumento.  Muitos taikos não são ajustáveis, e um tambor com uma grande tensão na pele iria contrariar os efeitos afrouxados da umidade.
Os taikos são categorizados em três tipos baseados em como eles são feitos. Os Byō-uchi-daiko (鋲撃ち太鼓, lit. "tambores golpeados") são construídos com a pele pregada ao corpo. Os Tsukeshime-daiko (付締め太鼓, lit. "tambores apertados") são construídos com a pele encaixada através de anéis de ferro, que são então apertados com cordas, parafusos, ou esticadores ao corpo do tambor. Os Okedō-daiko (桶胴太鼓, lit. "tambores em forma de balde") usam uma faixa mais estreita de madeira em sua construção, e suas peles são tensionadas usando corda. Há também uma classe de tambores específica para o uso em apresentações de gagaku chamados de gagakki.
Os Byō-uchi-daiko eram historicamente construídos usando uma única peça de madeira, mas nos templos contemporâneos, eles são geralmente feitos usando varais de madeira. A madeira preferida é a Zelkova serrata ou keyaki (欅), mas um grande número de madeiras são usadas, e até mesmo barris de vinho foram usados para criar tambores de taiko. Os Byō-uchi-daiko não podem ser afinados, e seus tamanhos são limitados pelo diâmetro da árvore das quais eles são feitos.
O byō-uchi-daiko típico é o nagadō-daiko (長胴太鼓, lit. "taiko de corpo longo"). O nagadō-daiko é um tambor alongado, em formato barril de vinho. O tambor pode também ser tocado por mais de um tocador ao mesmo tempo. Os Nagadō-daiko estão disponíveis em uma variedade de tamanhos e o diâmetro de sua pele é tradicionalmente medido em shakus, que são quase equivalentes à medida em pés. Os diâmetros da pele vão de 1 a 6 shakus (30 a 182 cm). O chū-daiko é um nagadō-daiko de tamanho médio que vai de 1,8 a 2,6 shakus (55 a 79 cm). Os byō-uchi-daiko menores, como o "sumō-daiko" e o "hayashi-daiko" também existem.

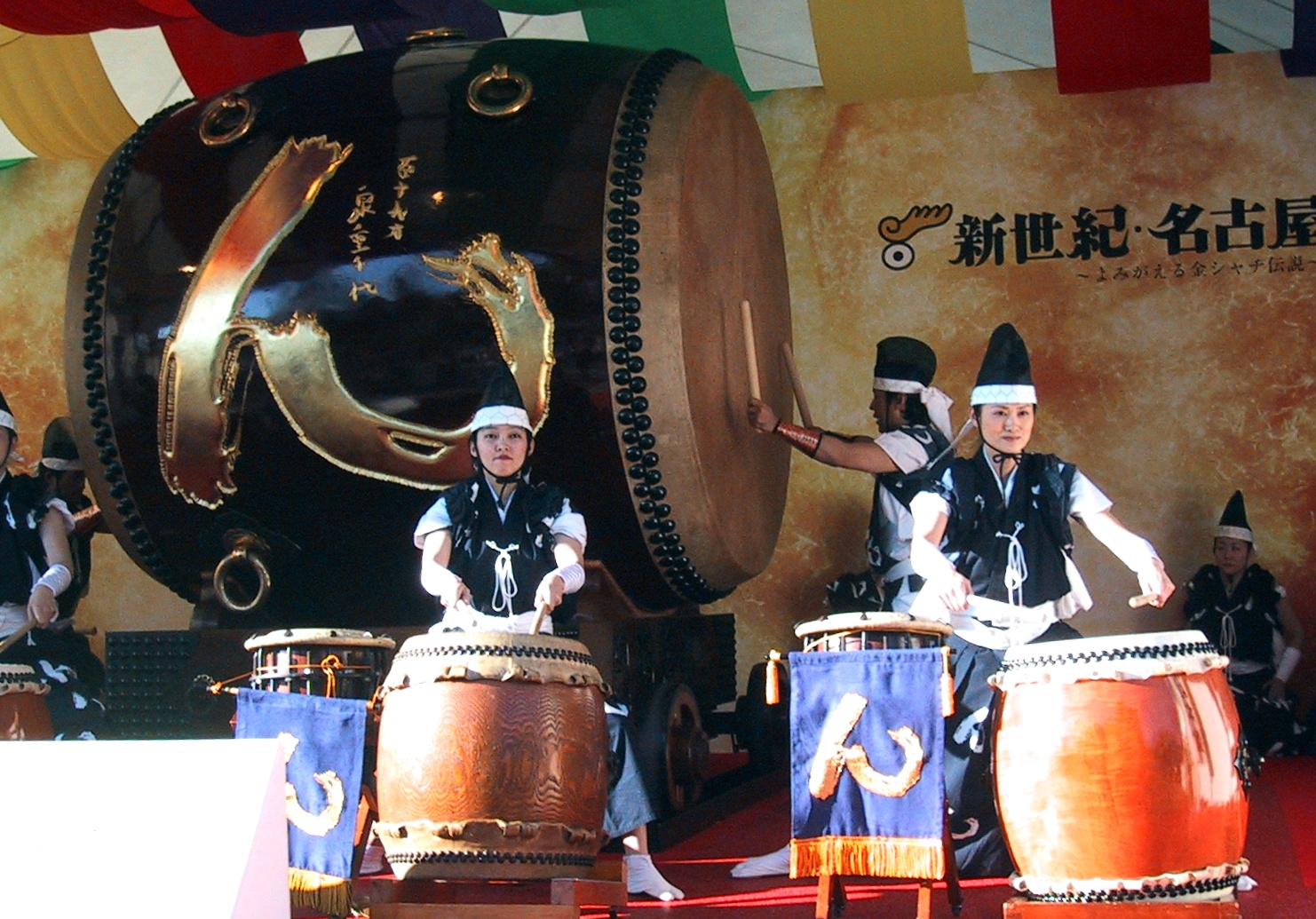
O tambor atrás é um ō-daiko, com um comprimento de 2,4 m, um diâmetro máximo de 2,4 m e um peso de 3 toneladas. Este taiko é feito de uma única peça de madeira de uma árvore de 1 200 anos.

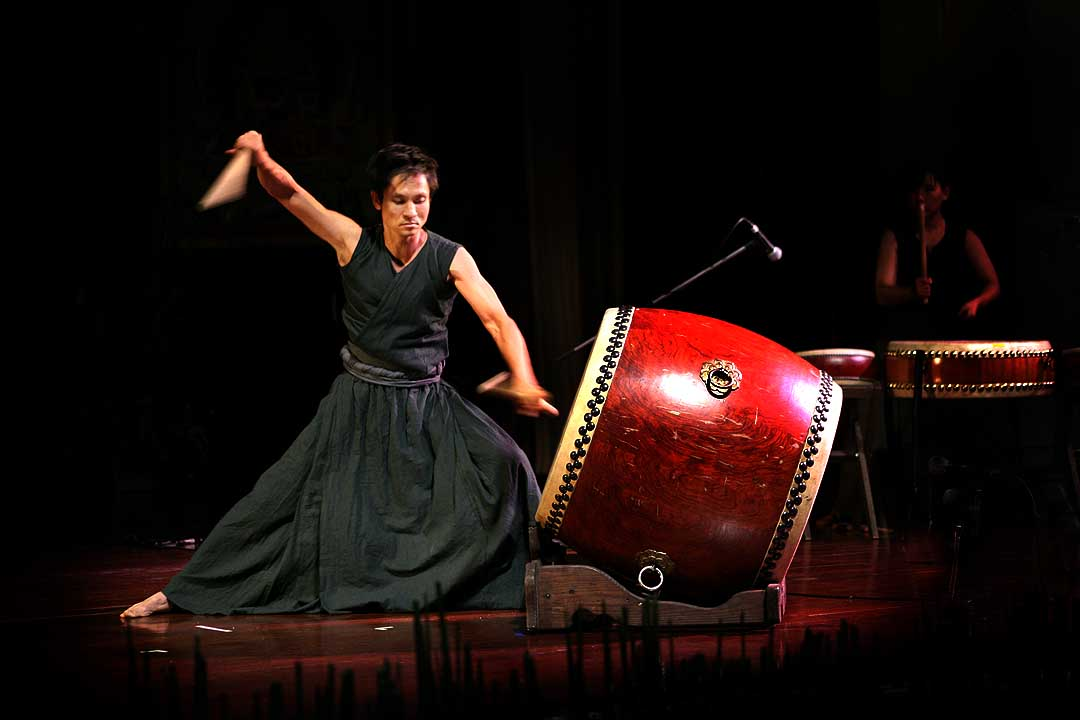
Um exemplo de um byō-uchi-daiko, especificamente um chū-daiko de tamanho médio, sendo tocado em um suporte inclinado.

Os maiores tambores de muitos grupos de taiko são os ō-daiko (大太鼓).  Ō-daiko significa "grande tambor", mas em qualquer grupo, ele descreve o maior tambor do conjunto. O Ō-daiko varia em tamanho, embora eles tenham geralmente 6 shakus (182 cm) de diâmetro. Feito de uma única peça de madeira, alguns ō-daiko são feitos de árvores com centenas de anos. Alguns ō-daiko também são difíceis de se mover devido ao seu tamanho e, portanto, residem permanentemente dentro de um templo budista ou xintoísta.

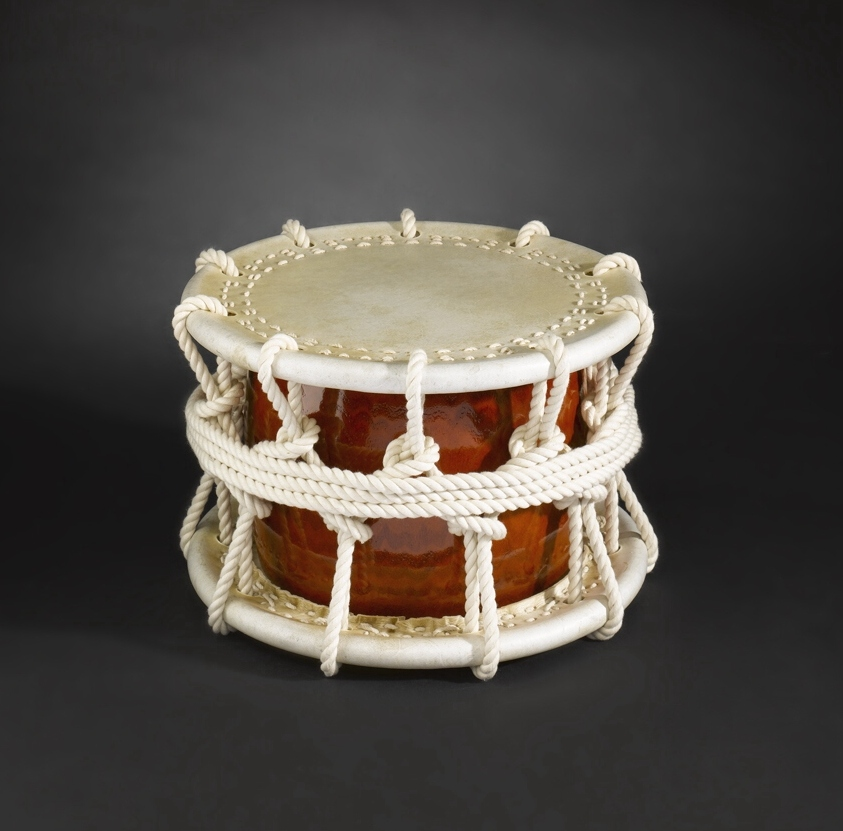
Um exemplo de um shime-daiko, tensionado usando corda.

Os  shime-daiko estão disponíveis em uma grande variedade de estilos e são afináveis. O sistema de tensionamento é geralmente de cabos ou cordas de cânhamo, mas sistemas de parafusos ou esticadores também são usados. O tsukeshime-daiko é uma versão mais pesada deste instrumento do tamanho de um tambor e é geralmente disponível em cinco tamanhos, numerados de 1 a 5 com os nomes: "namitsuke", "nichō-gakke", "sanchō-gakke", "yonchō-gakke", e "gochō-gakke". O namitsuke tem as peles mais finas e o corpo mais curto em termo de altura, mas as peles aumentam sua grossura e tensão e a altura do corpo cresce em ordem ascendente através do gochō-gakke. Há também um tipo específico de shime-daiko usado em templos budistas chamado de uta-daiko. Os diâmetros da pele de todos os shime-daiko são aproximadamente os mesmos, por volta de 27 cm.
Os okedō-daiko, ou simplesmente okedō, são construídos com aduelas, tem um formato de tubo e tem peles que são ligadas por aros de metal e presas por cordas. Os okedō são tocados usando o mesmo bachi, ou semelhante, do shime daiko. Ele também pode ser tocado com as mãos.  O okedō vem em corpos curtos ou longos.
Alguns tambores, chamados de gagakki, são usados na forma teatral japonesa chamada de gagaku. O dadaiko possui peles que têm aproximadamente 127 cm de diâmetro. Eles são pintados decorativamente com chamas e algumas vezes são chamados de kaen-daiko (火炎太鼓, kaendaiko, lit. "tambor das chamas"). Os dadaiko são colocados em um pedestal alto e são geralmente tocados apenas com a batida da música. O tsuri-daiko é um tambor menor, sua pele pedindo cerca de 55 cm de diâmetro. Eles são geralmente tocados para apresentações de bugaku. O tsuri-daiko produz um som mais baixo e pode ser tocado sentado ou de pé quando o tambor é suspenso em um suporte. Os tocadores de tsuri-daiko geralmente usam baquetas mais curtas cobertas de botões de couro ao invés do bachi. O tsuri-daiko também pode ser tocado simultaneamente por dois tocador; enquanto um toca na pele, outro tocador usa o bachi no corpo do tambor. Há alguns outros taikos usados no gagaku, como o tsuzumi e o kakko.

## Construção

### Processo

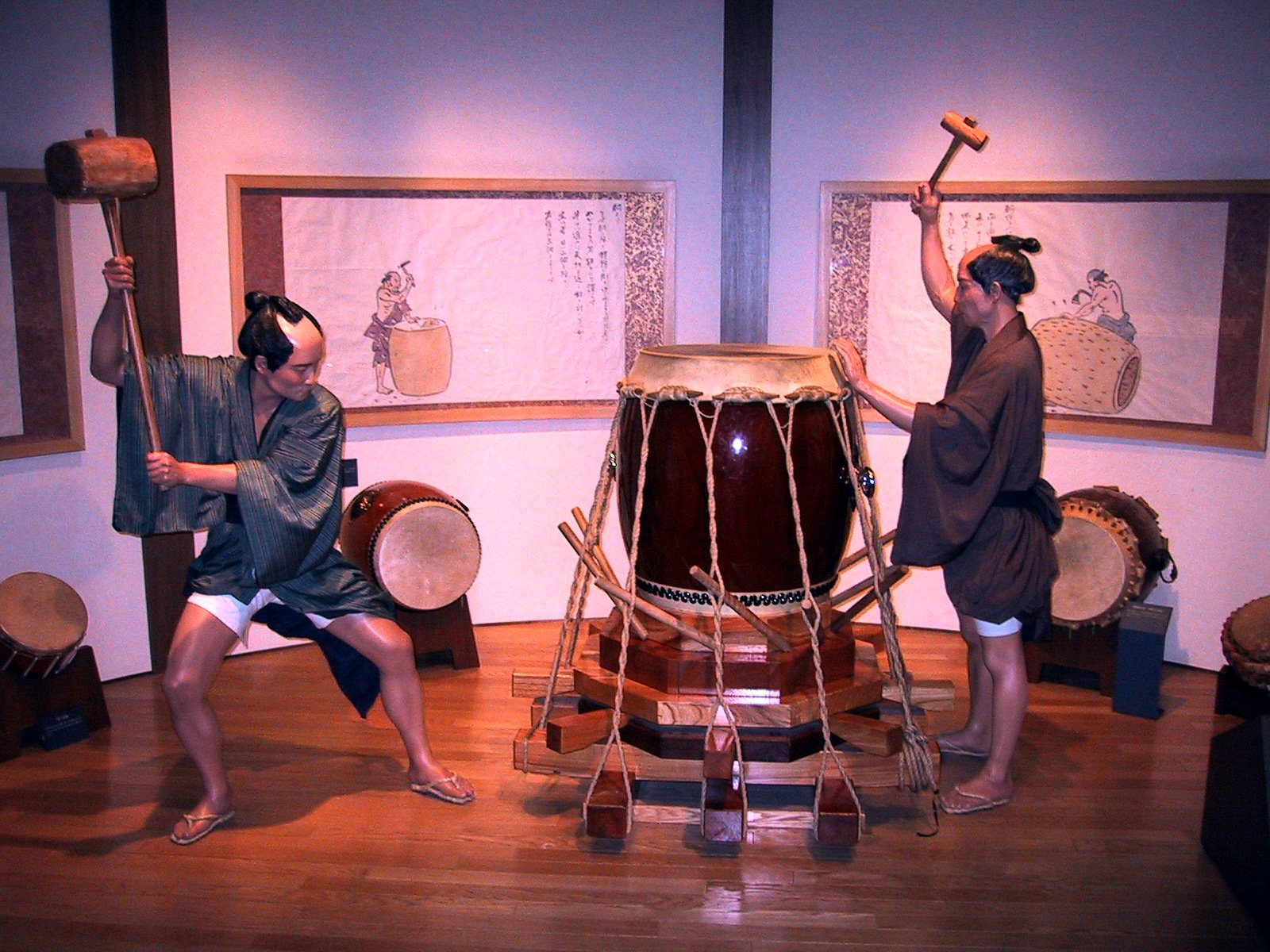
Exibição de fabricação de tambor no Museu dos Direitos Humanos de Osaka.

A construção do taiko tem alguns componentes, incluindo a produção e modelagem do corpo do tambor, preparação da pele do tambor e afinação da pele. Variações no processo de construção geralmente liça com as últimas duas partes deste processo. Historicamente, os byō-uchi-daiko eram feitos de troncos da Zelkova que eram propositadamente secos com o passar de vários anos, usando técnicas particulares para prevenir sua quebra. Um mestre carpinteiro então esculpiria o corpo do tambor à mão; a textura interna da madeira após a escultura suavizaria o tom do tambor quando batido. Em tempos contemporâneos, os taikos são esculpidos com um grande torno usando aduelas ou troncos que podem ser modelados para fazer um corpo de tambor maior ou menor. A pele do tambor pode ser deixada para secar ao ar livre por um período de anos, mas algumas empresas, como a Asano Taiko Corporation, usam grandes depósitos cheios de fumaça para acelerar o processo de secagem.
A pele dos tambores de taiko são geralmente feitos de couro de vacas Holstein envelhecidas por três ou quatro anos. As peles também vêm de cavalos, sendo que a pele de touro é preferida para tambores maiores. Peles mais finas são preferidas para tambores menores e peles mais grossa são usadas para os maiores. Em algumas peles de tambores, um pedaço de pele de cervo é colocado no centro e serve como alvo para as batidas durante a apresentação. O pelo é removido da pele antes de encaixá-la no corpo do tambor. Para esticar a pele sobre o tambor de forma apropriada, é necessário que o corpo seja apoiado em uma plataforma com alguns macacos hidráulicos embaixo dela. As pontas da pele de vaca são fixadas em um aparelho abaixo dos macacos, e os macacos esticam a pele gradativamente para tensionar a pele no tambor. Outras formas de esticar, como a usada no hayashi-daiko, usam cordas com pregos de madeira ou um aro de ferro para criar a tensão apropriada para o instrumento.

### Construtores de taiko

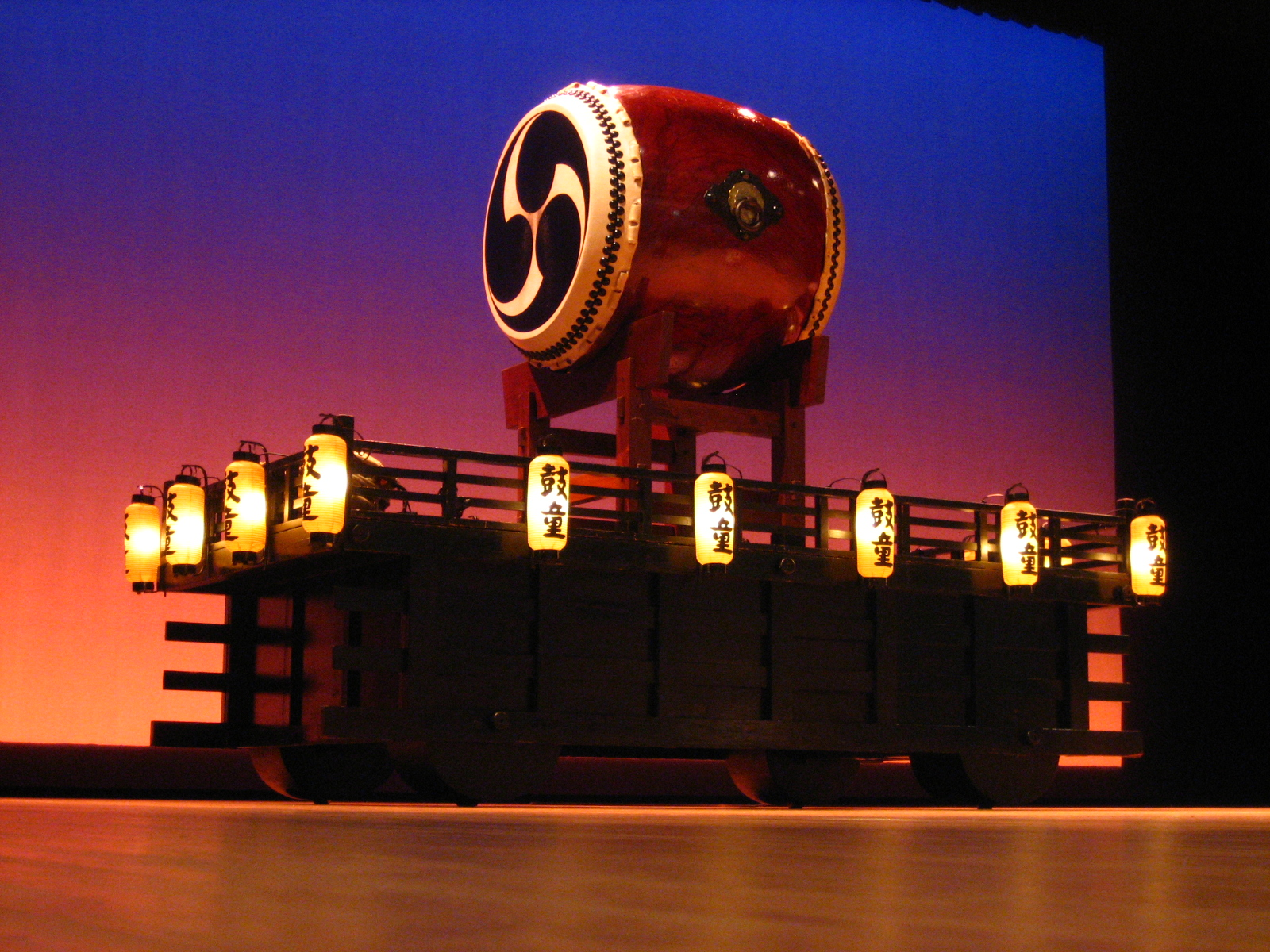
Este ōdaiko da apresentação do Kodo apresenta um design tomoe em sua pele.

Antes da acessibilidade disponibilizada pela internet, a construção do taiko era restrita a artesãos e empresas específicas . Uma dessas empresas que criava tambores exclusivamente para o Imperador do Japão, a Miyamoto Unosuke Shoten de Tóquio, fabricava tambores por algumas gerações.  A Asano Taiko Corporation é outra grande organização produtora de taikos, afirmando que a sua tradição na construção do instrumento permanecia a mesma por 400 anos. A empresa familiar iniciou suas atividades em Matto, Ishikawa produzindo taikos para o teatro Noh, além de equipamento militar, e mais tarde expandiu suas atividades para criar instrumentos para festivais durante o período Meiji. A Asano atualmente mantém um complexo de grandes edifícios geralmente chamado de Vila Asano Taiko, produzindo até 8 mil tambores por ano. Atualmente, há cerca de uma grande empresa produtora de taiko em cada província do Japão, embora algumas regiões tenham várias empresas, como o bairro de Naniwa em Osaka. Dos fabricantes em Naniwa, a Taikoya Matabē é uma das que têm maior sucesso e teria trazido considerável reconhecimento à comunidade atraído muitos fabricantes de tambores para lá.

## Performance
Os estilos de performance de taiko variam muito entre os grupos em termos de número de membros, seu repertório, escolha de instrumentos e técnicas no palco. No entanto, um grande número de grupos mais antigos tiveram grande influência da tradição. Por exemplo, muitas peças desenvolvidas pelo Ondekoza e Kodo são considerados padrões em muitos grupos de taiko.

### Forma
Kata (型, literalmente "forma") é um termo usado para descrever a postura e o movimento associados com a performance de taiko. Ele tem semelhança com o mesmo termo das artes marciais e a mesma ideia de que o estômago (hara) é o centro do ser humano.  Alguns defendem que o kata é a característica primária que distingue os diferentes grupos de taiko um dos outros e que é um fator chave ao julgar a qualidade da apresentação.  Por esta razão, muitas salas de prática de taiko contêm vários espelhos para fornecer um retorno visual para os tocadores. Um componente importante do kata no taiko relaciona-se em manter o corpo estabilizado enquanto se apresenta, que é geralmente conseguido ao se manter um espaço largo e baixo entre as pernas.

### Pegada
As baquetas para tocar taiko, chamadas de bachi (撥), são seguradas em vários estilos diferentes. Os bachis são segurados de forma frouxa com o polegar e os dedos do meio e indicador segurando por cima, semelhante a um grip. Em geral, o eixo do bachi fica entre o indicado e o polegar do tocador, enquanto os outros dedos permanecem relaxados e levemente enrolados em volta da baqueta. Há outros apertos que permitem aos apresentadores tocarem ritmos muito mais rápidos para peças tecnicamente mais difíceis, como o aperto shime.
A forma como o bachi é segurado é também importante no contexto do budismo. Para alguns grupos, o bachi representa uma ligação espiritual entre o corpo e o céu.

### Instrumentação
Os grupos do kumi-daiko consistem principalmente de instrumentos percussivos nos quais cada um dos tambores exerce um papel específico. Dos diferentes tipos de taiko, o tambor mais usado nos grupos é o nagado-daiko. Os chū-daiko são comuns em grupos de taiko e visariam representar a voz principal do grupo, enquanto os shime-daiko definiriam e mudariam o andamento, e os ō-daiko tocariam um pulso firme subjacente que consiste de contra-ritmos da parte do shime.
Os tambores não são os únicos instrumentos tocados no grupo. Outros instrumentos japoneses também são incorporados. Outros tipos de instrumentos de percussão incluem o atarigane (当り鉦), um pequeno gongo que é quase do tamanho de uma mão e é tocado com uma pequena baqueta. No kabuki, o shamisen geralmente acompanha tambores de taiko durante apresentações teatrais. Dos instrumentos de sopro usado, as flautas de bambu conhecidos como shakuhachi e os shinobue (篠笛) algumas vezes acompanham os grupos de kumi-daiko.
Chamadas ou gritos chamados de kakegoe (掛け声, lit. "voz pendurada") ou kiai (気合, lit. "grito") também são normalmente empregados em apresentações de taiko. É geralmente usado para encorajar os outros tocadores, ou pode ser usado como um sinal para transições ou uma mudança na dinâmica da performance, como um aumento no andamento.

### Roupas
Há uma grande variedade de roupas tradicionais que os tocadores vestem durante a apresentação de taiko. É comum em muitos grupos de kumi-daiko o uso do happi (法被), um casaco de tecido fino decorativo, e de faixas na cabeça chamadas de hachimaki (鉢巻). Tabi (足袋, sapatos de bico repartido), momohiki (もも引き, calças folgadas), e haragake (腹掛け, aventais de trabalho") também são típicos. Durante seu tempo com o grupo Ondekoza, Eitetsu Hayashi sugeriu que uma tanga chamada de fundoshi (褌) fosse vestida para apresentar para o designer da moda francês Pierre Cardin, que viu a apresentação do Ondekoza em 1975. O grupo japonês Kodo por algumas vezes vestiu o fundoshi em suas apresentações.

## Estilos regionais
Além do estilo normal de tocar taiko, várias formas distintas surgiram em diferentes regiões do Japão.

### Hachijō-daiko

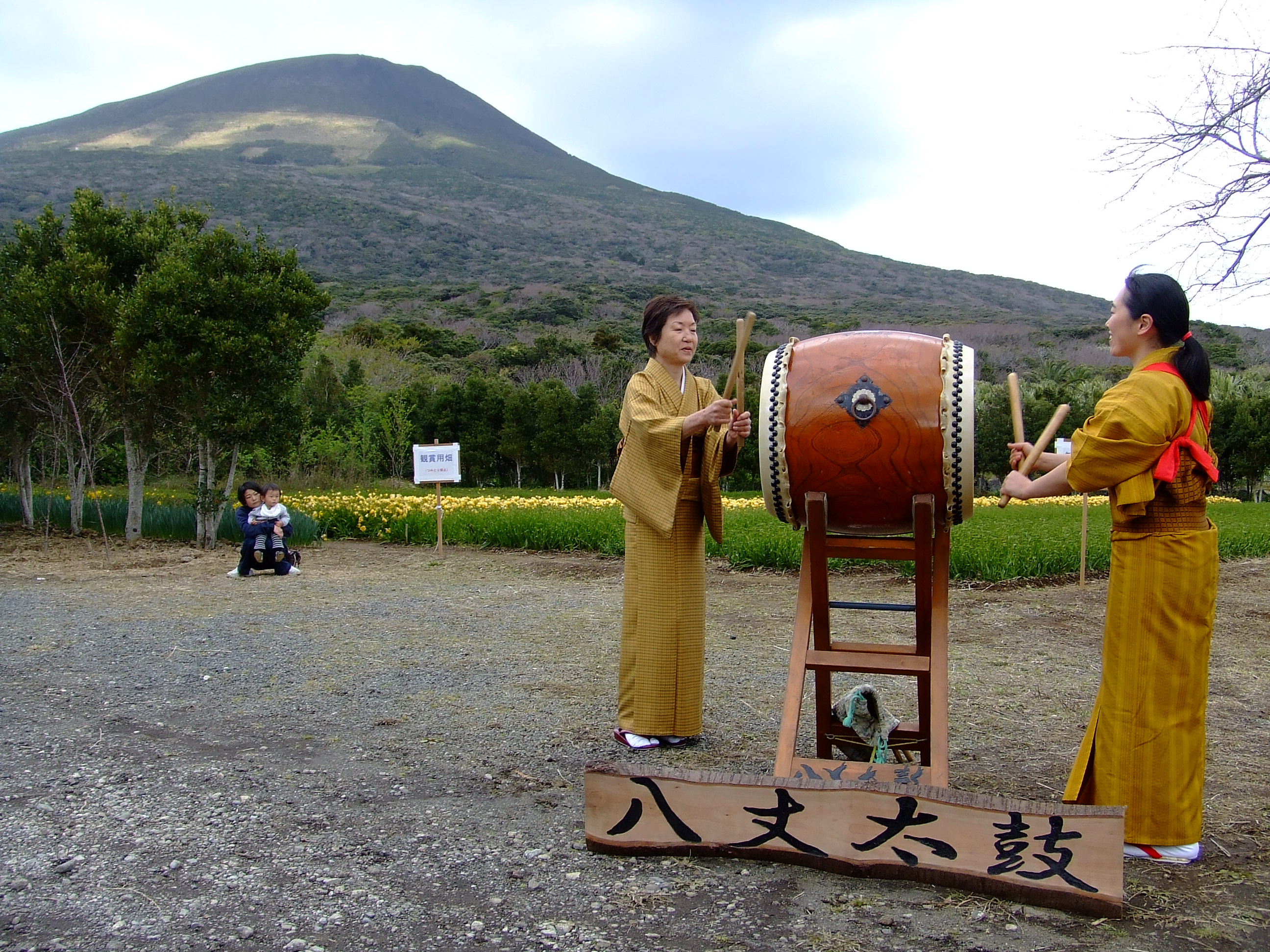
Duas mulheres vestindo kimono apresentam o Hachijō-daiko tradicional.

O Hachijō-daiko é um estilo único do tambor japonês que se originou do Hachijō-jima. Dois estilos de Hachijō-daiko surgiram e foram popularizados entre os residentes da ilha: um estilo tradicional mais antigo baseado em uma narrativa histórica, e uma tradição mais nova influenciada pelos grupos da ilha de Honshu e praticada pela maioria dos habitantes da ilha.

#### História
Historicamente, a tradição parecer ter ser originado em 1849, baseado em um jornal guardado por um homem japonês exilado chamado Kakuso Kizan. Em uma tradução, Kizan notou algumas características únicas do Hachijō-daiko, noting, "...um taiko é suspenso de uma árvore enquanto mulheres e crianças se reúnem ao redor dele ".  Kizan também observou que um tocador usava ambos os lados do tambor enquanto se apresentava. Ilustrações do jornal de Kizan mostravam alguams características do Hachijō-daiko. Surpreendentemente, essas ilustrações também mostravam apresentações de mulheres. Isto era incomum porque a apresentação de taiko em qualquer lugar durante este período era geralmente reservada aos homens. De fato, vários professores da tradição notaram que a maioria dos tocadores eram mulheres. Estima-se que a tradição era dominada por tocadoras mulheres a uma razão de 3:1 comparando com tocadores homens.

#### Características
Acredita-se que uma tradição do Hachijō-daiko se estende diretamente do estilo relatado por Kizan. Este estilo é chamado de Kumaoji-daiko, nomeada em homenagem a seu criador Okuyama Kumaoji, um tocador importante do estilo.. O Kumaoji-daiko contém dois tocadores em um único tambor, um deles fornecendo a batida base, ou shita-byōshi. O outro tocador, chamado de o-se, constrói esta fundação rítmica com uma composição musical geralmente improvisada. Embora haja tipos específicos de ritmos base, o tocador acompanhante é livre para expressar uma batida de música original. O Kumaoji-daiko também apresenta um posicionamento incomum para o taiko: os tambores algumas vezes são suspensos por cordas, e historicamente algumas vezes os tambores são suspensos de árvores.
O estilo contemporâneo do Hachijō-daiko é chamado de shin-daiko. Semelhante ao Kumaoji-daiko, dois tocadores ainda tocam um único tambor e ainda recebem papeis de liderança e acompanhamento. No entanto, as apresentações de shin-daiko geralmente têm tambores usados em suportes. Os precursores do shin-daiko também desejavam um som mais potente, então bachi maiores feitos de madeira mais fortes são normalmente usados. Em termos de postura, os tocadores ficam diagonalmente situados em relação ao tambor, com as pernas abertas. Há também diferenças nos tipos de ritmo usados para o papel de acompanhante.

### Miyake-daiko
O Miyake-daiko (三宅太鼓, trad. " taiko ao estilo Miyake") é um estilo de tocar taiko que passou a se popularizar entre os grupos através do Kodo, e é formalmente conhecido como Miyake-jima Kamitsuki mikoshi-daiko (三宅島神着神輿太鼓). A palavra miyake vem de Miyake-jima, parte das Ilhas Izu, e a palavra Kamitsuki refere-se à vila de onde a tradição veio. O estilo Miyake de taiko veio das apresentações para o Gozu Tenno Sai — um festival tradicional que ocorre anualmente em julho em Miyake-jima desde 1820. No festival, os instrumentistas tocam o taiko enquanto santuários portáteis são carregados pela vila. O próprio estilo é caracteriza de diferentes formas. Um nagado-daiko é geralmente colocado encostado no chão e é tocado por dois tocadores, um de cada lado. No entanto, ao invés de ficarem sentados, os apresentadores ficam de pé e mantêm uma postura que também é rente ao solo, quase ao ponto de se ajoelhar.

## Fora do Japão

### Austrália
Grupos de taiko situados na Austrália começaram a se formar na década de 1990. TaikOz é um dos grupos de taiko mais famosos do país. O grupo foi formado por Ian Clenworth e Riley Lee, um ex-membro do Ondekoza, apresentando na Austrália desde 1997. É o único grupo profissional de taiko no país, fazendo apresentações regularmente, e colaborou com artistas tanto do Japão quanto da Austrália.
O primeiro grupo da Austrália, chamado Ataru Taru Taiko, foi formado em 1995 por Paulene Thomas, Harold Gent e Kaomori Kamei.

### Brasil

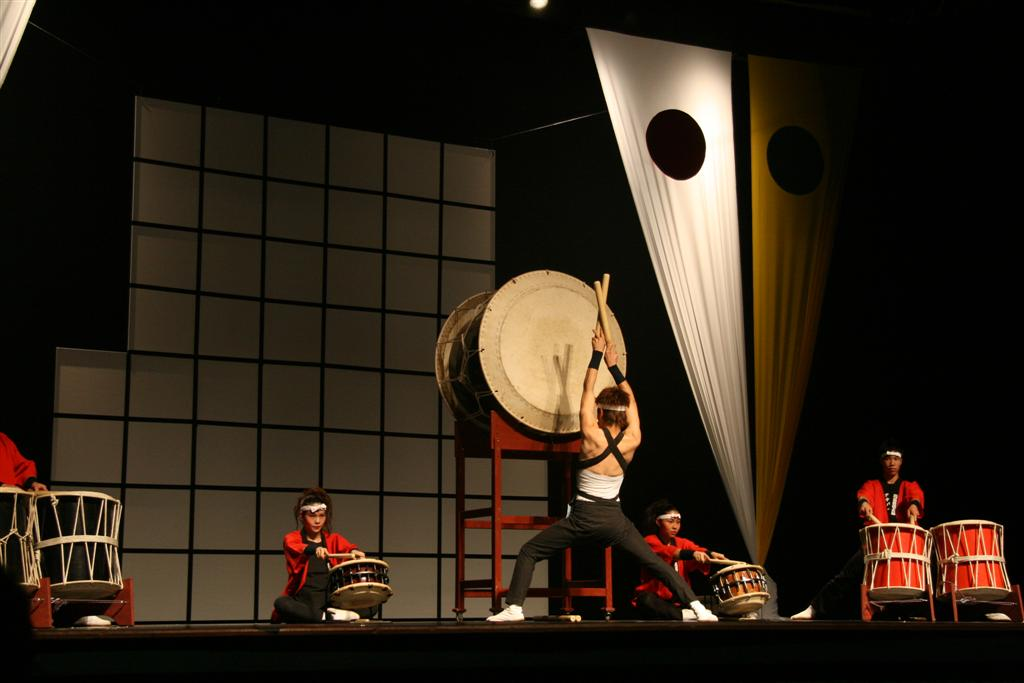
"Zero" – composição do estilo Kawasuji (Fukuoka – Japão) apresentada pelo (Atibaia - Brasil).

A introdução das apresentações de kumi-daiko no Brasil datam da década de 1970 e 1980 em São Paulo. Tangue Setsuko fundou o primeiro grupo no Brasil, e Setsuo Kinoshita mais tarde formou o grupo Wadaiko Sho. Os grupos brasileiros misturaram o taiko com outras técnicas de tambor africano e outros ritmos nativos. Uma dessas peças desenvolvidas por Kinoshita é chamada de Taiko de Samba, que enfatiza a combinação da estética brasileira e japonesa com tradições de percussão.
Em 2002, por iniciativa do Fukuoka Kenjinkai (Associação Fukuoka do Brasil) o professor Yukihisa Oda, um japonês nativo, visita o Brasil algumas vezes com financiamento da Japan International Cooperation Agency. A partir de então, a quantidade de grupos de taiko no Brasil cresce exponencialmente, se tornando uma arte difundida pelo país. Em 23 de Maio de 2004 é organizado o primeiro Campeonato Brasileiro de Taiko, onde participam 20 equipes de São Paulo e Paraná.
Após o retorno do professor Yukihisa Oda ao Japão, outros instrutores vem ao Brasil, como o professor Yoichi Watanabe e o professor Toshiyasu Minowa. Em 2008, durante as festividades do Centenário da Imigração Japonesa no Brasil, a Associação Brasileira de Taiko, em parceria com a Nippon Taiko Foundation, realiza o feito de ter 1000 tocadores de taiko tocando no Sambódromo do Anhembi. 
Anualmente são realizados diversos Festivais Regionais de Taiko, sendo o maior deles o Festival Brasileiro de Taiko, onde a equipe campeã da Categoria Júnior ganha a possibilidade de representar o Brasil no Nippon Taiko Junior Competition, no Japão. 
A Associação Brasileira de Taiko (ABT) sugere que há aproximadamente 150 grupos de taiko no Brasil, e que cerca de 10-15% dos tocadores são não-japoneses. Alguns estimam  que cerca de 60% de todos os tocadores são mulheres.
| FESTIVAIS BRASILEIROS DE TAIKO ANO A ANO | FESTIVAIS BRASILEIROS DE TAIKO ANO A ANO | FESTIVAIS BRASILEIROS DE TAIKO ANO A ANO   | FESTIVAIS BRASILEIROS DE TAIKO ANO A ANO |
| Ano                                      | Cidade Sede                              | Equipe Vencedora Categoria Júnior          | Equipe Vencedora Categoria Livre         |
| ---------------------------------------- | ---------------------------------------- | ------------------------------------------ | ---------------------------------------- |
| 2004                                     | São Paulo                                | Harmonia Kyorakuza - São Bernardo do Campo | -                                        |
| 2005                                     | São Paulo                                | Kawasuji Seiryu Daiko - Atibaia            | Ishindaiko - Londrina                    |
| 2006                                     | São Paulo                                | Ishindaiko - Londrina                      | Kouran Daiko - Suzano                    |
| 2007                                     | São Paulo                                | Ryubu Daiko - Ibiúna                       | Ishindaiko - Londrina                    |
| 2008                                     | São Caetano do Sul                       | Todoroki Taiko - Jales                     | Hikaridaiko - Brasília                   |
| 2009                                     | Marília                                  | Kotobuki Taiko - Paranavaí                 | Ishindaiko - Londrina                    |
| 2010                                     | São José do Rio Preto                    | Osasco Todoroki Daiko - Osasco             | Hatsumi Taiko - São José do Rio Preto    |
| 2011                                     | Presidente Prudente                      | Wakaba Taiko - Curitiba                    | Kotobuki Taiko - Paranavaí               |
| 2012                                     | São Paulo                                | Tenryuu Wadaiko - São Paulo                | Kouran Daiko - Suzano                    |
| 2013                                     | São Paulo                                | Hisho Daiko - Colônia Pinhal               | Ishindaiko (Equipe B) - Londrina         |
| 2014                                     | São Bernardo do Campo                    | Hikaridaiko - Brasília                     | Dantai Fênix - Presidente Prudente       |
| 2015                                     | São Bernardo do Campo                    | Hisho Daiko - Colônia Pinhal               | Ishindaiko (Equipe A) - Londrina         |
| 2016                                     | São Bernardo do Campo                    | Genryu Daiko - Capão Bonito                | Wakaba Taiko - Curitiba                  |
| 2017                                     | São Paulo                                | Hisho Daiko - Colônia Pinhal               | Ishindaiko - Londrina                    |
| 2018                                     | Serra Negra                              | Seishin Daiko - Dracena                    | Hikaridaiko - Brasília                   |
| 2019                                     | Serra Negra                              | Wakaba Taiko - Curitiba                    | Wakaba Taiko - Curitiba                  |
| 2020                                     | Curitiba                                 | -                                          | -                                        |

### América do Norte
O taiko surgiu nos Estados Unidos no final da década de 1960. O primeiro grupo de taiko nos Estados Unidos, San Francisco Taiko Dojo, foi formado em 1968 por Seiichi Tanaka, um imigrante pós-guerra que estudou taiko no Japão e trouxe os estilos e ensinamentos para a América. Um ano mais tarde, alguns membros do Templo Budista Senshin em Los Angeles liderados por Masao Kodani, o ministro, decidiram formar um outro grupo chamado Kinnara Taiko. O San Jose Taiko, formado posteriormente em 1973 em Japantown, San Jose sob a liderança de Roy e PJ Hirabayashi. O taiko começou a se espalhar no leste dos Estados Unidos no final da década de 1970. Isto incluiu a formação do Denver Taiko em 1976 e Soh Daiko em Nova Iorque em 1979. Muitos desses primeiros grupos careciam de recursos para equipar cada membro com um tambor e recorreram ao uso de materiais de percussão improvisados como pneus de borracha ou barris de vinho.
O taiko nipocanadense foi formado em 1979 com o Katari Taiko, sendo inspirado pelo grupo San Jose Taiko. Seus primeiros membros eram quase inteiramente mulheres. Acredita-se que o Katari Taiko e os grupos futuros teriam também representado uma oportunidade para a terceira geração de nipocanadenses mais nova de explorar suas raízes, redesenvolver um senso de comunidade étnica e expandir o taiko em outras tradições musicais.
Não há estimativas oficiais do número de grupos de taiko ativos nos Estados Unidos ou Canadá, visto que atualmente não há nenhum órgão governamental para grupos de taiko em ambos os países. No entanto, estimativas não oficiais foram feitas. Em 1989, havia cerca de 30 grupos nos Estados e Canadá, 7 dos quais na Califórnia. Uma estimativa sugeria que cerca de 120 grupos estavam ativos nos dois países em 2001, muitos dos quais podendo serem traçados a partir do San Francisco Taiko Dojo; uma estimativa posterior em 2005 sugeria que havia quase 200 grupos somente nos Estados Unidos.
O show Mystère do Cirque du Soleil, em Las Vegas, Nevada, apresentava apresentações de taiko. Apresentações de taiko também foram usadas em produções comerciais como a campanha publicitária do  Mitsubishi Eclipse de 2005, e em eventos como o Academy Awards de 2009 e o Grammy Awards de 2011.

## Movimentos culturais e sociais relacionados
Certas pessoas usaram o taiko como meio de avançar um certo movimento cultural e/ou social. Tais movimentos foram observados tanto no Japão quanto em outros lugares do mundo.

### Convenções de gênero
A apresentação do taiko frequentemente foi vista como uma forma de arte dominada pelos homens. Os historiadores de taiko argumentam que sua apresentação se relacionada com tradições masculinas. Em primeiro lugar, as pessoas que desenvolveram o estilo de taiko que se toca em grupo na ilha principal do Japão eram homens. Em segundo lugar, através da influência do Ondekoza, o "tocador ideal de taiko" foi representado em imagens da classe camponesa masculina, particualrmente através do personagem Muhōmatsu no filme de 1958 Rickshaw Man. As raízes masculinas também foram atribuídas à "performance corporal espetacular"na qual os corpos do homens japoneses são considerados um padrão e os corpos das mulheres seriam incapazes de cumprir as exigências físicas para tocar.
Antes da década de 1980, era incomum para as mulheres japonesas apresentarem-se em instrumentos tradicionais, incluindo o taiko. De fato, a participação era sistematicamente restringida. No Ondekoza e nas primeiras apresentações do Kodo, as mulheres apresentavam apenas rotinas de dança nas apresentações ou entre as apresentações de taiko. A partir de então, a participação de mulheres começou a aumentar dramaticamente de tal modo que, na década de 1990, elas eram igualmente representas e talvez até excediam a representação dos homens. No entanto, enquanto a proporção de mulheres participando no taiko se tornou substancial, algumas pessoas expressarem preocupação de que as mulheres ainda não apresentavam os mesmos papéis que os homens e que as apresentações de taiko continuam a ser uma profissão dominada pelos homens. Por exemplo, um membro do Kodo foi informado pelo diretor do programa de aprendiz do grupo que as mulheres podiam tocar, mas poderia tocar apenas "como mulheres". Outras mulheres no programa de aprendiz também reconheceram uma disparidade de gêneros que afetava de que tipos de apresentações elas poderiam participar. Esta percepção era baseada em fatores tais como quais peças elas poderiam apresentar ou em termos físicos baseados em um padrão masculino.
A apresentação de taiko por mulheres japoneses também serviu como uma resposta aos estereótipos de ela serem quietas, submissas, ou uma femme fatale. Através das apresentações, alguns grupos acreditam que eles estão ajudando a redefinir não apenas o papel da mulher no taiko, mas como as mulheres são percebidas de maneira mais geral.

### Burakumin
Indivíduos envolvidos na construção do taiko são geralmente considerados parte do burakumin, uma minoria e classe marginalizada na sociedade japonesa. A discriminação desta classe data do período Tokugawa, contra aqueles que trabalhavam com couro (entre outras profissões que trabalhavam com peles de animais), que eram legalmente tratados como excluídos. Embora esta discriminação oficial terminou legalmente com a era Tokugawa, os burakumin continuam a encarar a discriminação social, como o controle durante o emprego ou em arranjos de casamento. Os fabricantes de tambor usaram seu comércio e sucesso como um meio de defender um fim de práticas discriminatory as contra sua classe.
O bairro de Naniwa em Osaka, lar de grande parte dos burakumin, contém a estrada do taiko (人権太鼓ロード, lit. "Estrada do taiko dos direitos humanos") que representa suas contribuições. Entre outras características, a estrada contém bancos em forma de taiko que representam suas tradições na fabricação de taiko e trabalho com couro, além de seu impacto na cultura nacional. A estrada termina no Museu de Direitos Humanos de Osaka, que exibe a história da discriminação sistemática contra os burakumin dentre outras minorias. A estrada e o museu foram desenvolvidos em parte devido a uma campanha liderada pela Liga da Liberação Buraku e um grupo local de taiko de apresentadores mais novos chamados de Taiko Ikari (太鼓怒り, lit. "raiva de taiko").

### Engajamento dossensei
Um movimento ocorreu na América do Norte entre alguns residentes japoneses de terceira geração, chamados de sansei (三世). Durante a Segunda Guerra Mundial, os japoneses residentes de segunda geração, chamados de nisei (二世) encararam discriminação nos Estados Unidos e no Canadá, sendo que muitos foram enviados para campos de concentração com base na sua raça. Por esta razão, durante e após a guerra, os residentes japoneses foram desencorajados de atividades como falar em japonês ou formar comunidades étnicas, e subsequentemente, os senseis foram muitas vezes desencorajados de se engajarem na cultura japonesa e foram levados a serem assimilados pela sociedade. Havia também estereótipos do povo japonês, dos quais os senseis estavam buscando escapar ou subverter. Dadas essas circunstâncias, o Movimento dos direitos civis dos negros nos Estados Unidos da década de 1960 influenciou os senseis a reconsiderarem sua herança étnica ao se engajar na cultura japonesa em suas comunidades. Uma dessas abordagens foi através do taiko.
Alternativamente, alguns defenderam que o ressurgimento do taiko nos Estados Unidos e Japão serviu a propósitos diferentes. No Japão, as apresentações representariam a necessidade de recuperar as tradições sagradas, enquanto nos Estados Unidos, ele significaria a representação explícita da masculinidade e poder nos nipoamericanos.

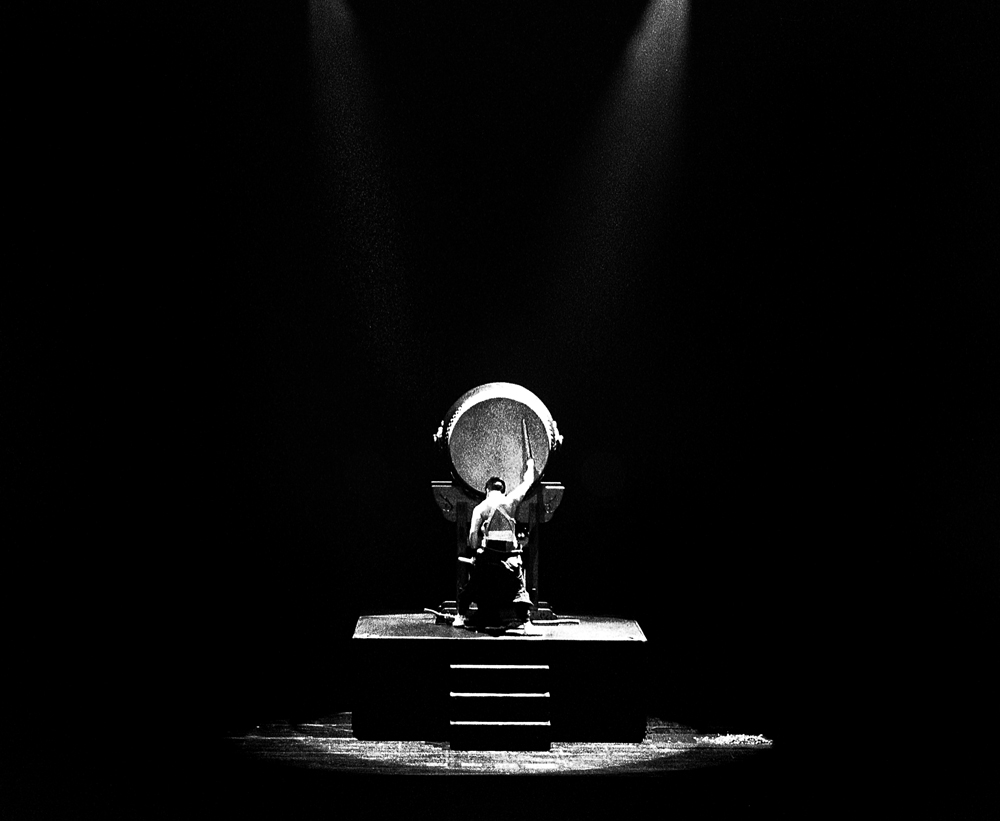
Uma apresentação solo de Eitetsu Hayashi em um concerto em Tóquio em 2001

## Termos relacionados

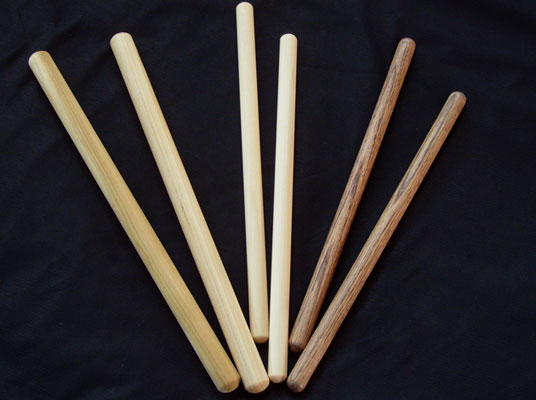
Os Bachi são baquetas usadas especificamente para tocar o taiko e são ligeiramente mais grossas que as baquetas típicas.

"Baquetas" (撥, Bachi)Varetas de madeira usadas para tocar taiko. Essas baquetas podem ser feitas de alguns tipos diferentes de madeira e geralmente possuem por volta de 40 cm de comprimento.
"Frase básica" (地うち, Jiuchi)Também simplesmente chamada de ji, jiuchi é um ritmo básico para dar suporte ao ritmo principal, e pode ser descrito como a métrica ou sentimento de uma peça. Esses ritmos são geralmente tocados pelo ō-daiko e shime-daiko.
"Intervalo" (間, Ma)Um termo japonês que pode significar "intervalo" ou "espaço". Na música de taiko, ma é o período entre as batidas no tambor, e é considerado como um componente importante para a apresentação. Como os grupos de taiko focam no ritmo, o ma de uma peça é crítica para adicionar drama, excitação e tensão.
"Vento soprando das montanhas" (颪, Oroshi)Um oroshi é um tipo de single stroke roll geralmente incorporado na apresentação de taiko. O tocador (ou tocadores) inicia tocando lentamente, deixando um espaço considerável entre as batidas. Gradativamente o espaço entre cada batida encurta-se, até que o tocador esteja tocando batidas rápidas. Os oroshi também são tocados como parte de uma apresentação teatral, como no teatro Noh.

## Taiko no Tatsujin
Em 2001, um video game rítmico para fliperamas foi desenvolvido pela Namco no Japão chamado Taiko no Tatsujin (太鼓の達人), ou na América do Norte, Taiko: Drum Master e usa taiko e baquetas artificiais. O jogo foi mais tarde desenvolvido para Playstation 2 em 2002 e posteriormente para outros consoles. O jogo usa marcas visuais que se movem para indicar quando e qual tipo de batida de tambor é exigida. Geralmente, o jogo foi popular no Japão, mas muitos dos jogos da série não foram lançados em outros países.